# Nieuport-Delage NiD-122
Il Nieuport-Delage NiD-122 fu un caccia monomotore ad ala bassa sviluppato dall'azienda aeronautica francese Nieuport-Astra nei primi anni trenta e rimasto allo stadio di prototipo.
Realizzato in base alla specifica 1930 C1 emessa dal Service technique de l'aéronautique (STAé) per conto dell'Aéronautique Militaire, la componente aerea dell'Armée de terre (l'esercito francese), valutato assieme ad altri undici concorrenti venne giudicato non idoneo preferendogli il monoplano ad ala bassa Dewoitine D.500, e di conseguenza il suo sviluppo venne abbandonato.

## Storia del progetto
Nel 1930, quando oramai il legier Chasse "Jockey" detto anche Plan Caquot, programma per la realizzazione di un caccia leggero, venne giudicato un insuccesso, per ovviare alla necessità di sostituire il parco velivoli oramai inadeguato il Service technique de l'aéronautique (STAé) emise una specifica C1, relativa cioè a un nuovo modello da caccia monoposto. I requisiti, già espressi nel 1928, erano relativi a un velivolo dotato di ottima visibilità, cellula con coefficiente di robustezza pari a 16, velocità massima raggiungibile di almeno 327 km/h a 3 500 m e un armamento comprendente due mitragliatrici Vickers calibro 7,7 mm costruite su licenza dalla Manufacture d'Armes de Châtellerault (MAC). Una modifica successiva, datata 26 gennaio 1931, specificava la necessità di utilizzare un motore aeronautico con una cilindrata tra i 26 e i 30 L dotato di compressore meccanico portando la velocità massima a 350 km/h a 4 000 m.
Al concorso risposero le principali aziende aeronautiche nazionali che presentarono non meno di 10 progetti, concretizzatisi in 12 diversi prototipi, quasi tutti disegnati attorno all'Hispano-Suiza 12Xbrs, un 12 cilindri a V da 26 L in grado di erogare una potenza pari a 650 hp (485 kW) alla quota di 4 500 m (14 765 ft), scelto per la sua dimostrata affidabilità e contenuta superficie frontale rispetto ai modelli allora disponibili.

## Tecnica
Il Nieuport-Delage NiD-122 era un velivolo dall'impostazione moderna, di costruzione interamente metallica, un monomotore in configurazione traente, monoplano ad ala a parasole, monoposto a carrello fisso.
La fusoliera, realizzata con struttura metallica ricoperta da pannelli in duralluminio, era caratterizzata dall'unico abitacolo riservato al pilota, aperto e dotato anteriormente di parabrezza e posteriormente di un poggiatesta. Posteriormente terminava in un impennaggio classico monoderiva dai piani orizzontali a sbalzo. Per migliorare la visibilità del pilota era stata tagliata un'apertura nell'ala, immediatamente al di sopra della cabina di pilotaggio, permettendo così al pilota di alzare il sedile in modo che la sua testa sporgesse appena sopra l'ala migliorando la visione verso l'alto.
La velatura era monoplana, con profilo ad ala a parasole, ed era attaccata alla fusoliera con un sistema di puntoni e cabane.
Il carrello d'atterraggio era triciclo posteriore fisso, dotato di ruote carenate, integrato posteriormente da un ruotino d'appoggio posizionato sotto la coda.
La propulsione era affidata a un motore Hispano-Suiza 12Xbrs, un 12 cilindri a V raffreddato a liquido in grado di erogare, in quella versione, una potenza pari a 650 hp (485 kW), posizionato all'apice anteriore della fusoliera chiuso in una cofanatura metallica dalla quale uscivano singolarmente i collettori di scarico, e abbinato a un'elica tripala metallica. L'impianto di raffreddamento era basato su un radiatore posizionato nell'ala, dove l'aria veniva aspirata attraverso fessure nel bordo d'attacco ed espulsa attraverso il bordo d'uscita.
L'armamento era affidato a una coppia di mitragliatrici MAC-Vickers calibro 7,7 mm posizionate in fusoliera e sparanti attraverso il disco dell'elica tramite un dispositivo di sincronizzazione.

## Impiego operativo
In risposta alla specifica 1930 C1 la fabbrica Nieuport-Astra presentò due prototipi, entrambi monoplani con ala a parasole. La prima proposta, designata Nieuport-Delage NiD-121, era propulsa da un motore Lorraine-Dietrich 12H a 12 cilindri a V, raffreddato a liquido, mentre l'altro, designato Nieuport-Delage NiD-122 era propulso da un motore Hispano-Suiza 12X dall'architettura simile.
Il prototipo del NiD-122 andò in volo per la prima volta il 23 luglio 1932, nelle mani del collaudatore Joseph Sadi-Lecointe dotato del propulsore Hispano-Suiza 12Xbrs. Il NiD 121 andò invece in volo per la prima volta il 25 novembre 1932. Il primo esemplare del NiD 122 andò distrutto il 13 aprile 1933, quando si manifestarono fenomeni di flutter che portarono alla rottura di un alettone mentre l'aereo effettuava una dimostrazione in volo davanti ai membri del parlamento francese. I collaudi proseguirono con il secondo esemplare che volò per la prima volta nel luglio 1933. Le prestazioni rilevate furono considerate buone, con il prototipo del NiD-121 che raggiunse i 367 km/h (226 mph), ma l'aereo venne criticato per la debolezza manifestata dal carrello di atterraggio, per il radiatore del raffreddamento giudicato vulnerabile ai danni in combattimento, e per lo scarso rendimento agli alti angoli di attacco. Per queste considerazioni gli fu preferito per la produzione in serie il Dewoitine D.500.

## Utilizzatori
Francia
- Aéronautique Militaire poi
- Armée de l'air

utilizzato solo per prove di valutazione.